# الشيخ عيسى (قنا)
قرية الشيخ عيسى هي إحدى القرى التابعة لمركز قنا في محافظة قنا في جمهورية مصر العربية. حسب إحصاءات سنة 2006، بلغ إجمالي السكان في الشيخ عيسى 6991 نسمة، منهم 3463 رجل و3528 امرأة.